# Gare de Grandvilliers
Gare de Grandvilliers vasútállomás Franciaországban, Grandvilliers településen.

## Vasútvonalak
Az állomást az alábbi vasútvonalak érintik:
- Épinay-Villetaneuse–Le Tréport-Mers-vasútvonal

## Kapcsolódó állomások
A vasútállomáshoz az alábbi állomások vannak a legközelebb:
- Gare de Feuquières - Broquiers
- Gare de Marseille-en-Beauvaisis